# Mândrești (okręg Botoszany)
Mândrești – wieś w Rumunii, w okręgu Botoszany, w gminie Vlădeni. W 2011 roku liczyła 1037 mieszkańców.